# Upplands runinskrifter Fv1968;278B
Upplands runinskrifter Fv1968;278B är ett vikingatida runstensfragment av sandsten som hittades i kyrkoruinen "Flasta mur", Skoklosters socken och Håbo kommun. Fragmentet är 34 gånger 15 centimeter. Runstensfragmentet hittades 1967 i en gravkista. De tre bevarade runorna på fragmentet kan utgöra en del av det fornsvenska ordet "kona" (hustru) eller vara en del av ett personnamn. U Fv1968;278B förvaras på SHM.

## Inskriften
Translitterering av runraden:
...kun...
Normalisering till runsvenska:
...